# Vostok
Vostok (ang. Vostok Island) – niezamieszkany atol na Oceanie Spokojnym, w archipelagu Line Islands, należący do Kiribati.
Wyspa ma kształt zbliżony do trójkąta, otoczona jest przez rafę przybrzeżną o szerokości do 100 m. Powierzchnia wyspy wynosi około 0,3 km². Wysokość nie przekracza 5 m n.p.m.. Od najbliższej wyspy Flint oddalona jest o około 140 km.
Wyspę 3 sierpnia 1820 roku odkrył rosyjski badacz Fabian Gottlieb von Bellingshausen, który nadał jej nazwę na cześć swojego okrętu „Wostok”. W kolejnych latach wyspa dostrzeżona została przez kilka amerykańskich wypraw wielorybniczych. Ich uczestnicy, przekonani, że dotarli do niej pierwsi, nadali jej nazwy Stavers Island, Reaper Island, Leavitts Islands i Anne Island. W 1860 roku na mocy ustawy o wyspach z guanem roszczenie do wyspy ogłosiły Stany Zjednoczone, a w 1873 roku podobne roszczenie wysunęła Wielka Brytania. W 1972 roku wyspa włączona została w skład brytyjskiej kolonii Wyspy Gilberta i Lagunowe, a w 1979 roku stała się częścią niepodległego państwa Kiribati. W tym samym roku objęta ochroną jako rezerwat przyrody.
Na wyspie znajduje się jeden z najmniej naruszonych przez człowieka ekosystemów na Oceanie Spokojnym. W przeciwieństwie do okolicznych wysp nie została zasiedlona przez Polinezyjczyków, a w XIX wieku nie podjęto na niej eksploatacji wartościowych wówczas złóż guana. Pierwsze odnotowane lądowanie człowieka na wyspie miało miejsce w 1879 roku, kiedy to rozbił się tu brytyjski statek „Tokatea”. Rozbitkowie wkrótce opuścili wyspę, udając się na Tahiti.